# Jacquinot-öbölbeli partraszállás
A Jacquinot-öbölbeli partraszállást a második világháborúban, 1944. november 4-én hajtották végre a szövetségesek a csendes-óceáni Új-Britannián.
Új-Britanniában a szövetségesek több helyen is partra szálltak korábban, hogy elszigeteljék a nagy japán haditengerészeti bázist, Rabault. Az amerikaiak bázist létesítettek Arawénál, a Gloucester-foknál és Hoskinsnál. A csapatok 1944 nyarára kifüstölték a japánokat több partszakaszról. Az invázió célja egy logisztikai bázis létrehozása volt, ahonnan a Fülöp-szigeteki offenzívára rendelt amerikaiak helyébe lépő ausztrál 5. hadosztály ellátását megoldják. A Jacquinot-öböl a sziget déli partján fekszik, széles, mély vizű. A partraszállás nem ütközött ellenállásba.